# Chiesa di San Martino (Castagnole Monferrato)
La chiesa parrocchiale di San Martino è una chiesa cattolica situata nel comune di Castagnole Monferrato.

## Descrizione e storia
L'edificio fonde elementi romanici con l'inserimento di elementi gotici che si armonizzano perfettamente con le precedenti strutture.
L'attuale chiesa di San Martino fu iniziata nella sua costruzione nel 1755 sulle fondazioni dell'antica chiesa già dedicata allo stesso Santo.
Riedificata più volte, la configurazione attuale risale al 1621 con tre altari: il Maggiore,  l'altare del Rosario, l'altare di San Michele.
Successivamente diventano 6 con l'aggiunta di S. Francesco, S. Antonio e quello detto "dei defunti".
Fonti ecclesiastiche nel 1660 ne citano 7.
L'attuale edificazione ebbe termine nel 1769.

## La chiesa
La chiesa di S. Martino è in stile barocco piemontese.
Facciata di mattoni a vista con disegni barocchi.
Campanile a sinistra alto 37 metri.
Edificazione a croce con tre navate.
Le acquasantiere hanno data 1489.

## Galleria d'immagini

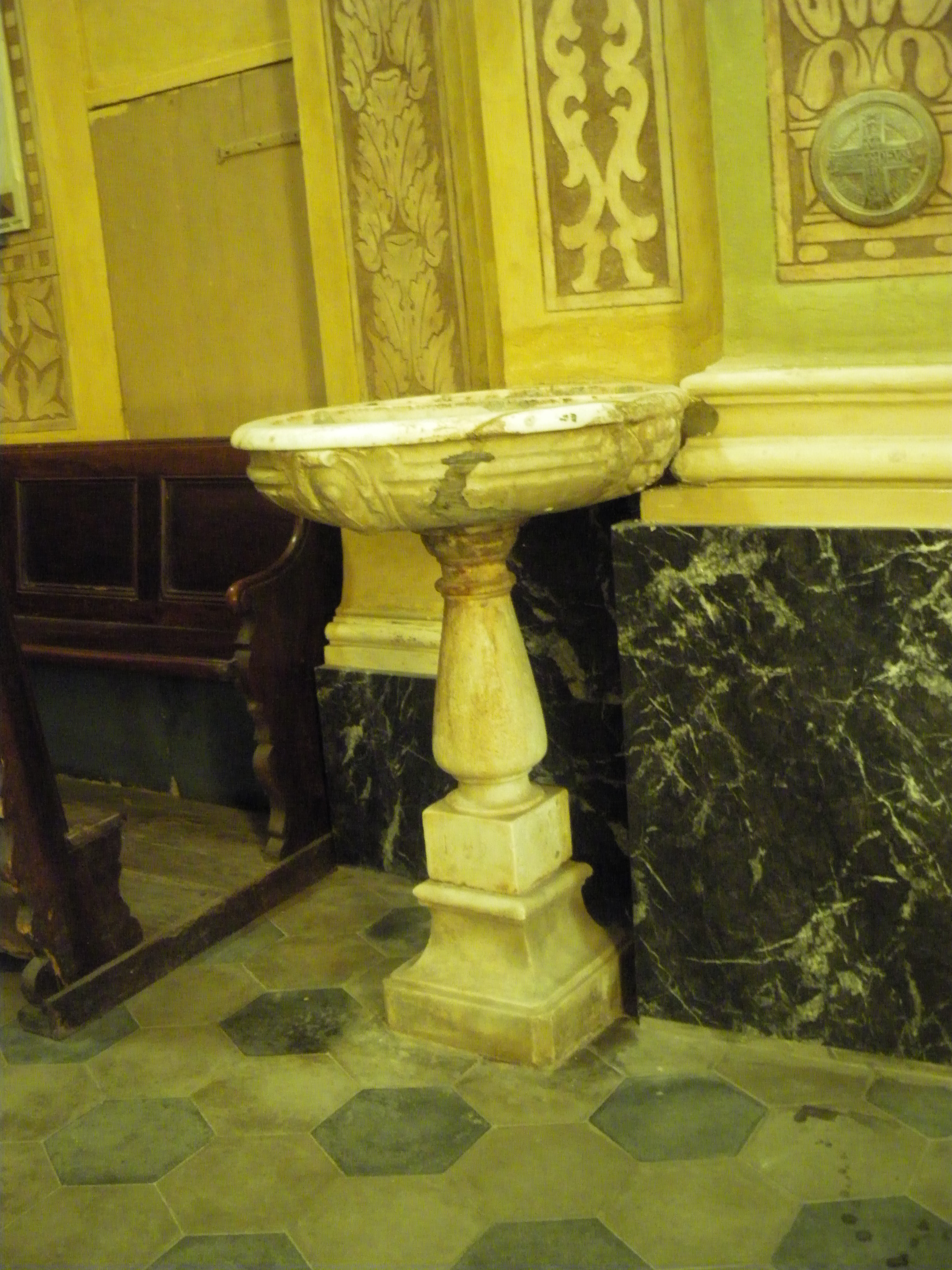
L'acquasantiera
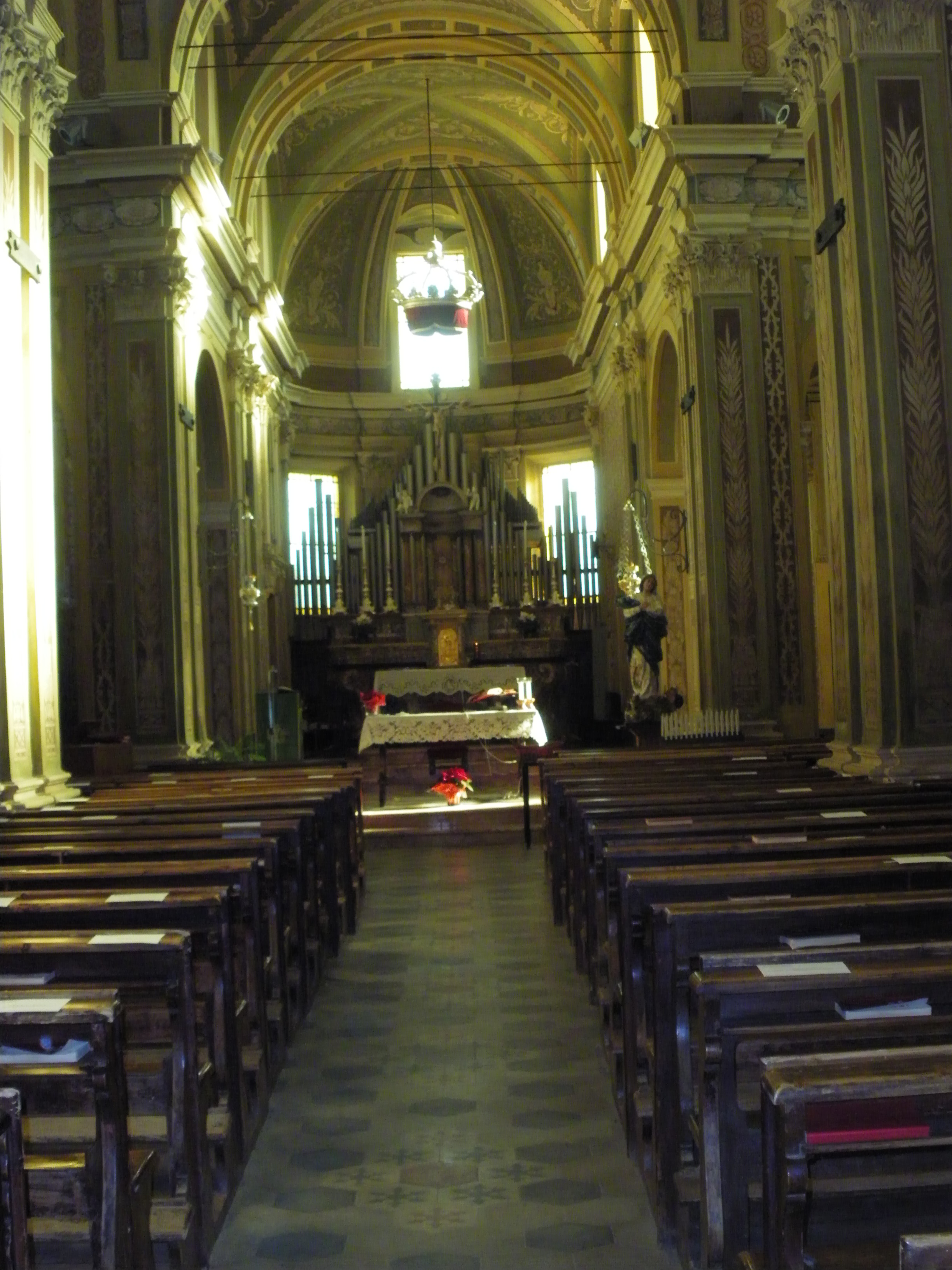
L'interno